# Den Hool
 Den Hool  is een esgehucht in de gemeente Coevorden in de Nederlandse provincie Drenthe. De plaats ligt ten zuiden van knooppunt Holsloot, de kruising van de A37 met de N34. Den Hool ligt aan het Pieterpad. Gemeente Coevorden rekent Den Hool samen met de lintbebouwing Holsloot tot één buurtgemeenschap.
Plaatsen: Aalden · Achterste Erm · Benneveld · Coevorden · Dalen · Dalerpeel · Dalerveen · De Kiel · Diphoorn · Eldijk · Erm · Gees · Geesbrug · 't Haantje · Holsloot · Langerak · Meppen · Nieuwe Krim · Nieuwlande (deels) · Noord-Sleen · Oosterhesselen · Schoonoord · Sleen · Steenwijksmoer · Stieltjeskanaal · Veenhuizen · Wachtum · Wezup · Wezuperbrug · Zweeloo · Zwinderen

Overige: Ballast · De Haar · De Mars · Den Hool · Kibbelveen · Klooster · Padhuis · Pikveld · Schimmelarij · Vlieghuis · Weijerswold

Drenthe: Steden en dorpen      Nederland: Provincies · Gemeenten